# القرية السفلى (العداني)

تعديل مصدري - تعديل

القرية السفلى محلة تابعة لقرية العداني، التابعة لعزلة العداني بمديرية ذي السفال إحدى مديريات محافظة إب في الجمهورية اليمنية، بلغ تعداد سكانها 150 حسب تعداد اليمن لعام 2004.